# Saint-Chartier
Saint-Chartier è un comune francese di 611 abitanti situato nel dipartimento dell'Indre nella regione del Centro-Valle della Loira.

## Società

### Evoluzione demografica
Abitanti censiti